# Wingy Manone
Wingy Manone, född Joseph Matthews Mannone 13 februari 1900 i New Orleans, Louisiana, död 9 juli 1982 i Las Vegas, Nevada, var en amerikansk jazzmusiker (trumpet och sång) och orkesterledare.
10 år gammal förlorade han sin högra arm i en spårvagnsolycka, vilket gav honom öknamnet ”Wingy”. Han bar en protes vid sina framträdanden och det har sagts, att få observerade hans handikapp.
Han började sin musikerbana på Mississippis flodbåtar med The Original Crescent City Jazzers, ett namn som senare byttes till The Arcadian Serenaders, med vilken han gjorde sin första skivinspelning 1924. Under senare hälften av 1920-talet började han resa runt och spela på olika platser i USA och fortsatte därmed under några decennier. 1929 medverkade han vid skivinspelningar med Benny Goodman's Boys. Under 1930-talet gjorde han ett flertal inspelningar med egen orkester och framträdde regelbundet i radio. 1940 återfanns han i Bing Crosby-filmen Rhythm on the River (svensk titel: Tidens melodi). Från början av 1950-talet framträdde Wingy huvudsakligen i Kalifornien och Las Vegas, men turnerade även i USA, Kanada och Europa, som medverkande i olika jazzfestivaler.
Wingy Manone spelade en hot jazz lead-trumpet. Han behärskade även till fulländning så kallat slang and jive talk och använde det på sitt eget, humoristiska sätt.
1929 spelade han in den egna kompositionen "Tar Paper Stomp", där ursprunget till Glenn Millers välkända "In the Mood-riff" återfinns. 1934 gjorde han en jazzversion av dåtidens stora världsschlager "The Isle of Capri" (Det var på Capri vi mötte varandra), vilket lär ha irriterat kompositören, trots de pengar upphovsrätten inbringade.
Wingy Manones självbiografi Trumpet on the Wing utkom 1948.
Joseph Matthew Manone II och sonsonen Jimmy Manone är två efterlevande som gått i Wingys fotspår som musiker.